# Elisabeth van Württemberg

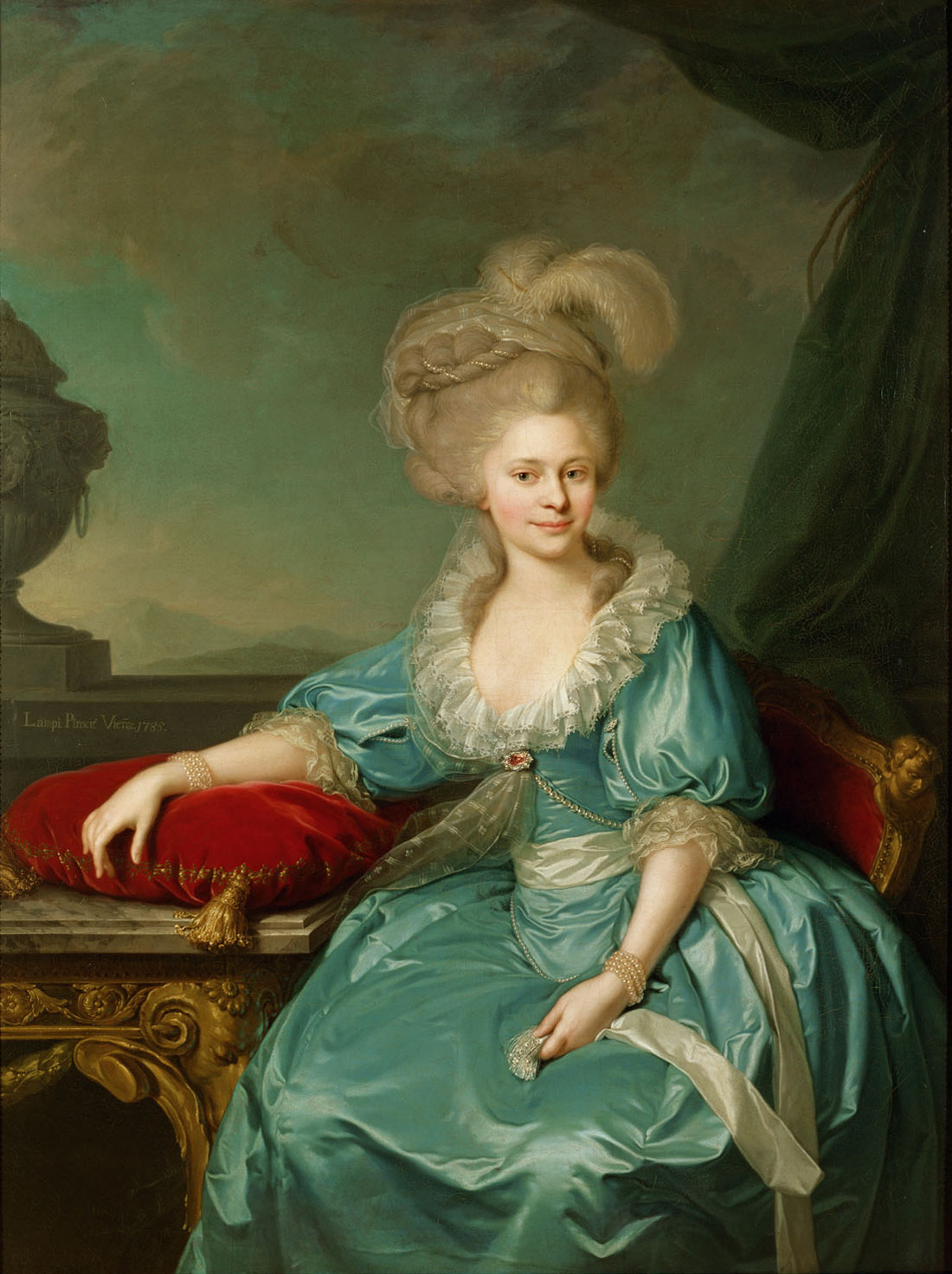
Portret van Elisabeth van Württemberg door Johann Baptist Lampi de Oude, 1785.

Elisabeth Wilhelmina Louise van Württemberg (Treptow an der Rega, 21 april 1767 - Wenen, 18 februari 1790) was prinses van Württemberg en aartshertogin van Oostenrijk. Ze behoorde tot het huis Württemberg.

## Levensloop
Elisabeth was het achtste kind en de derde dochter van hertog Frederik Eugenius van Württemberg uit diens huwelijk met Frederika Dorothea Sophia, dochter van markgraaf Frederik Willem van Brandenburg-Schwedt. 
Terwijl haar zus Sophia Dorothea in 1776 uitgehuwelijkt met de latere Russische tsaar Paul I, was Elisabeth een politiek interessante partij voor keizer Jozef II van het Heilige Roomse Rijk. Hij koos haar als de echtgenote van zijn neef, de latere keizer Frans II (1768-1835). In 1782 werd ze naar Wenen gebracht, waar ze verder opgevoed werd in het Visitandinnenklooster. Priester Alois Langenau bracht haar de basis van het katholicisme bij, de godsdienst waartoe ze zich in december 1782 bekeerde. Voor haar huwelijk kreeg ze een maandelijks inkomen van 100 dukaten, dat ze aan noodlijdenden schonk.
Op 6 februari 1788 vond in Wenen het huwelijk van Elisabeth en Frans plaats. Ze kon het goed vinden met keizer Jozef II, die onder de indruk was van haar jeugdige charme. In 1789 werd Elisabeth zwanger. Haar toestand was echter instabiel, mede veroorzaakt door de verslechterende gezondheidstoestand van Jozef II, die aan tuberculose leed. Nadat die op 15 februari 1790 de laatste riten had ontvangen, wilde Elisabeth hem nog bezoeken, maar dat werd haar niet toegestaan om te vermijden dat ze besmet zou raken. Toen ze een glimp van de doodzieke keizer opving, was ze zodanig geschokt dat ze flauwviel. In de nacht van 17 februari 1790 kreeg Elisabeth vroegtijdig haar weeën en baarde ze een dochter Ludovica (1790-1791), die een mentale handicap had en uiteindelijk een jaar werd. De bevalling ging moeizaam en duurde 24 uur, vooraleer een noodoperatie werd uitgevoerd om haar leven te redden. Het mocht niet meer baten, Elisabeth stierf op 18 februari op amper 22-jarige leeftijd, twee dagen later gevolgd door keizer Jozef II.
Elisabeth van Württemberg werd bijgezet in de Kapuzinergruft in Wenen. Haar echtgenoot Frans II hertrouwde zes maanden na haar dood met Maria Theresia van Bourbon-Sicilië.